# Aleksandar Ignjovski
Aleksandar Ignjovski (Belgrado, 27 de enero de 1991) es un futbolista serbio que juega de centrocampista en el Holstein Kiel de la 2. Bundesliga.

## Clubes
| Club                     | País     | Año       |
| ------------------------ | -------- | --------- |
| OFK Beograd              | Serbia   | 2008-2011 |
| TSV 1860 Múnich (cedido) | Alemania | 2009-2011 |
| Werder Bremen            | Alemania | 2011-2014 |
| Eintracht Fráncfort      | Alemania | 2014-2016 |
| SC Friburgo              | Alemania | 2016-2018 |
| 1. FC Magdeburgo         | Alemania | 2018-2019 |
| Holstein Kiel            | Alemania | 2019-     |